# François Mahé
Pour les articles homonymes, voir Mahé.

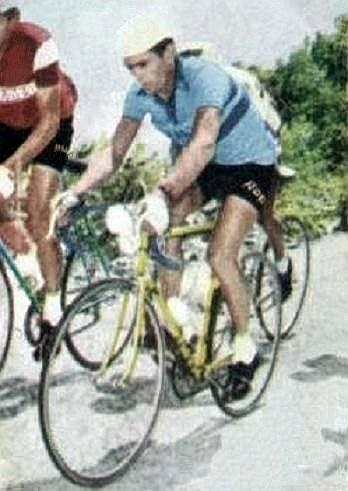
François Mahé, 2e du Tour d'Espagne 1961.

François Mahé est un coureur cycliste français né le 2 septembre 1930 à Arradon et mort le 31 mai 2015 à Hyères dans le département du Var. Professionnel de 1950 à 1965, il s'est notamment classé deuxième du Tour d'Espagne 1961 et cinquième du Tour de France 1959.

## Biographie
François Mahé était ami avec Joseph Morvan qui avait fait partie pendant plusieurs années de la même équipe que lui, c'est-à-dire Dilecta-Wolber, Saint-Raphael-R Geminiani et Arrow Hutchinson. Son frère cadet Joseph a également été coureur cycliste.

## Palmarès
- 1950
  -  Champion de Bretagne de cyclo-cross
  -  Champion de Bretagne de poursuite par équipes
- 1951
  - Tour du Calvados :
    - Classement général
    - 1re étape

  - 8e de Paris-Nice
- 1952
  - Tour de l'Orne :
    - Classement général
    - 1re et 3eb (contre-la-montre) étapes

  - 2e du Grand Prix de Plouay
  - 2e du Tour du Calvados
- 1953
  - 2e du championnat de Bretagne sur route
  - 10e du Tour de France
- 1954
  - 4e étape de Paris-Nice
  - 21ea étape du Tour de France
  - 2e du Tour des Flandres
- 1955
  - 2e du Tour du Maroc
  - 3e du Tour du Loiret
  - 10e du Tour de France
- 1956
  - Tour de l'Est :
    - Classement général
    - 1re étape

  - 3e de Paris-Nice
  - 3e de Marseille-Nice
- 1957
  - 1re étape du Tour de Luxembourg
  - 3ea étape du Tour de France (contre-la-montre par équipes)
  - 3e de Bordeaux-Paris
- 1958
  - 5ea étape du Tour d'Espagne (contre-la-montre par équipes)
  - 3e du championnat de France sur route
  - 3e de Paris-Tours
  - 3e du Grand Prix du Midi libre
  - 10e de Milan-San Remo
- 1959
  - 2e du Grand Prix du Midi libre
  - 2e de l'Étoile du Léon
  - 3e du Grand Prix Stan Ockers
  - 5e du Tour de France
- 1960
  - 3e du Prestige Pernod
  - 2e de Paris-Nice
  - 2e de Bordeaux-Paris
  - 3e du Tour de Champagne
- 1961
  - 2e et 14e étapes du Tour d'Espagne
  - 5e étape du Critérium du Dauphiné libéré
  - 2e du Tour d'Espagne
  - 2e de Paris-Camembert
  - 3e du Critérium du Dauphiné libéré
- 1962
  - 2e de Bordeaux-Paris
- 1963
  - Grand Prix de Cannes
- 1964
  - 2e du Grand Prix de Francfort
  - 3e du Tour de Haute-Loire
  - 7e de Paris-Nice
  - 9e de la Flèche wallonne
- 1965
  - 4e de Bordeaux-Paris

## Résultats sur les grands tours

### Tour de France
13 participations
- 1953 : 10e,  maillot jaune pendant 1 jour
- 1954 : 15e, vainqueur de la 21ea étape
- 1955 : 10e
- 1956 : abandon (12e étape)
- 1957 : 11e
- 1958 : abandon (21e étape)
- 1959 : 5e
- 1960 : 14e
- 1961 : hors délais (2e étape)
- 1962 : 20e
- 1963 : 19e
- 1964 : abandon (5e étape)
- 1965 : 43e

### Tour d'Espagne
2 participations
- 1958 : 11e, vainqueur de la 5ea étape (contre-la-montre par équipes)
- 1961 : 2e, vainqueur des 2e et 14e étapes,  maillot jaune pendant 1 jour